# 托爾圖格羅國家公園
托爾圖格羅國家公園是哥斯達黎加的國家公園，位於該國東北部，由利蒙省負責管轄，距離與尼加拉瓜接壤邊境約40公里，面積312平方公里，成立於1975年11月13日。

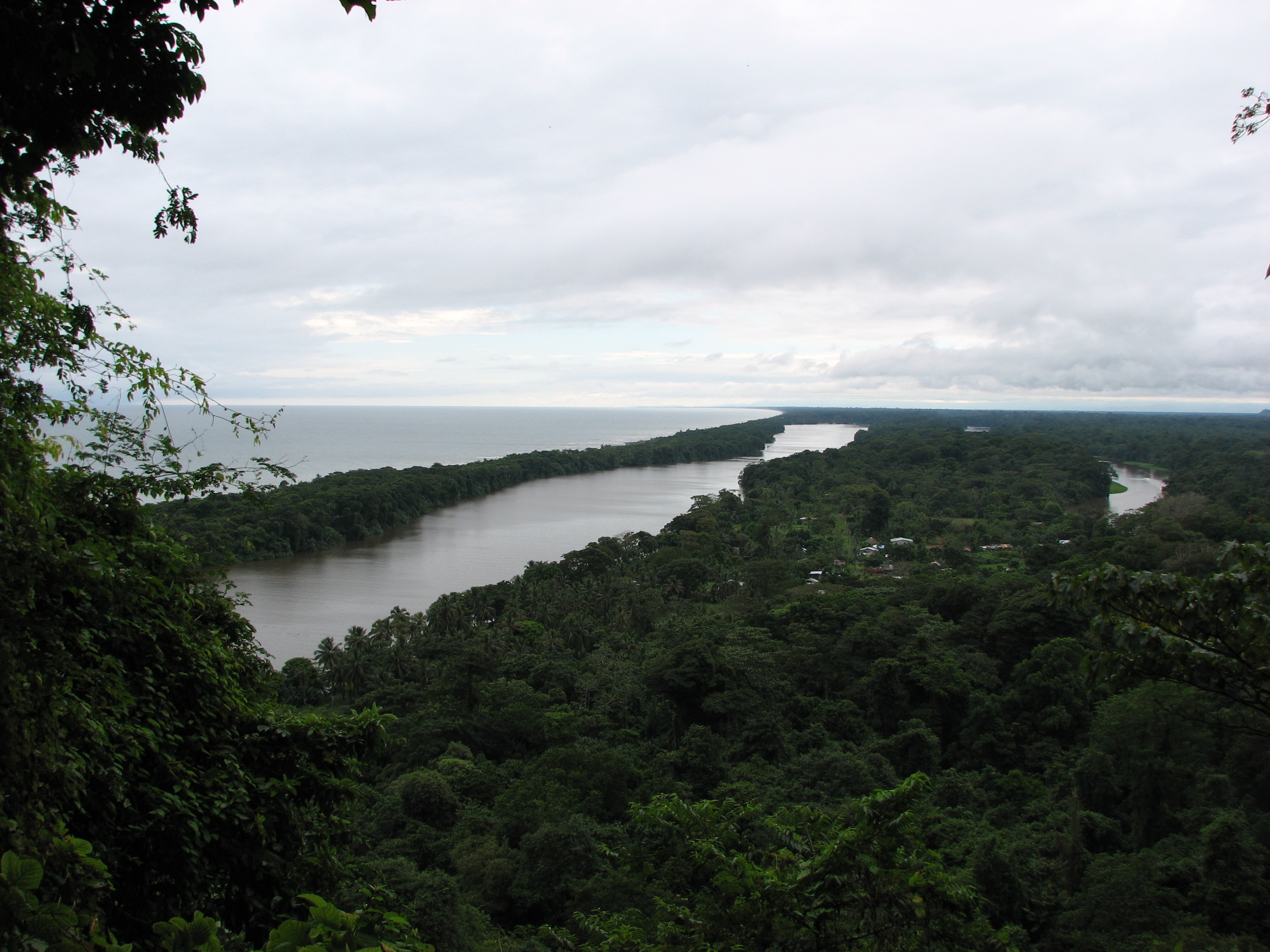
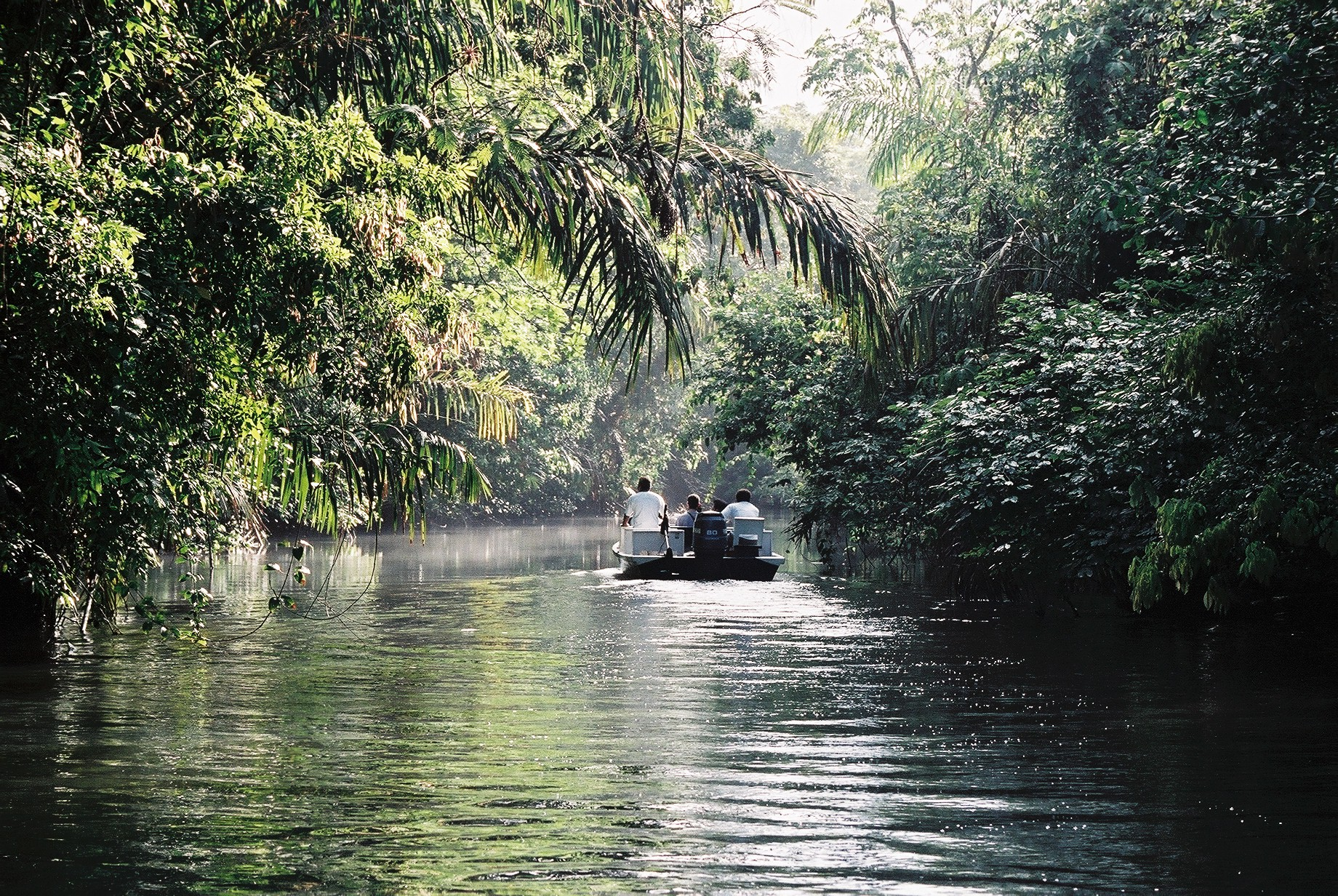
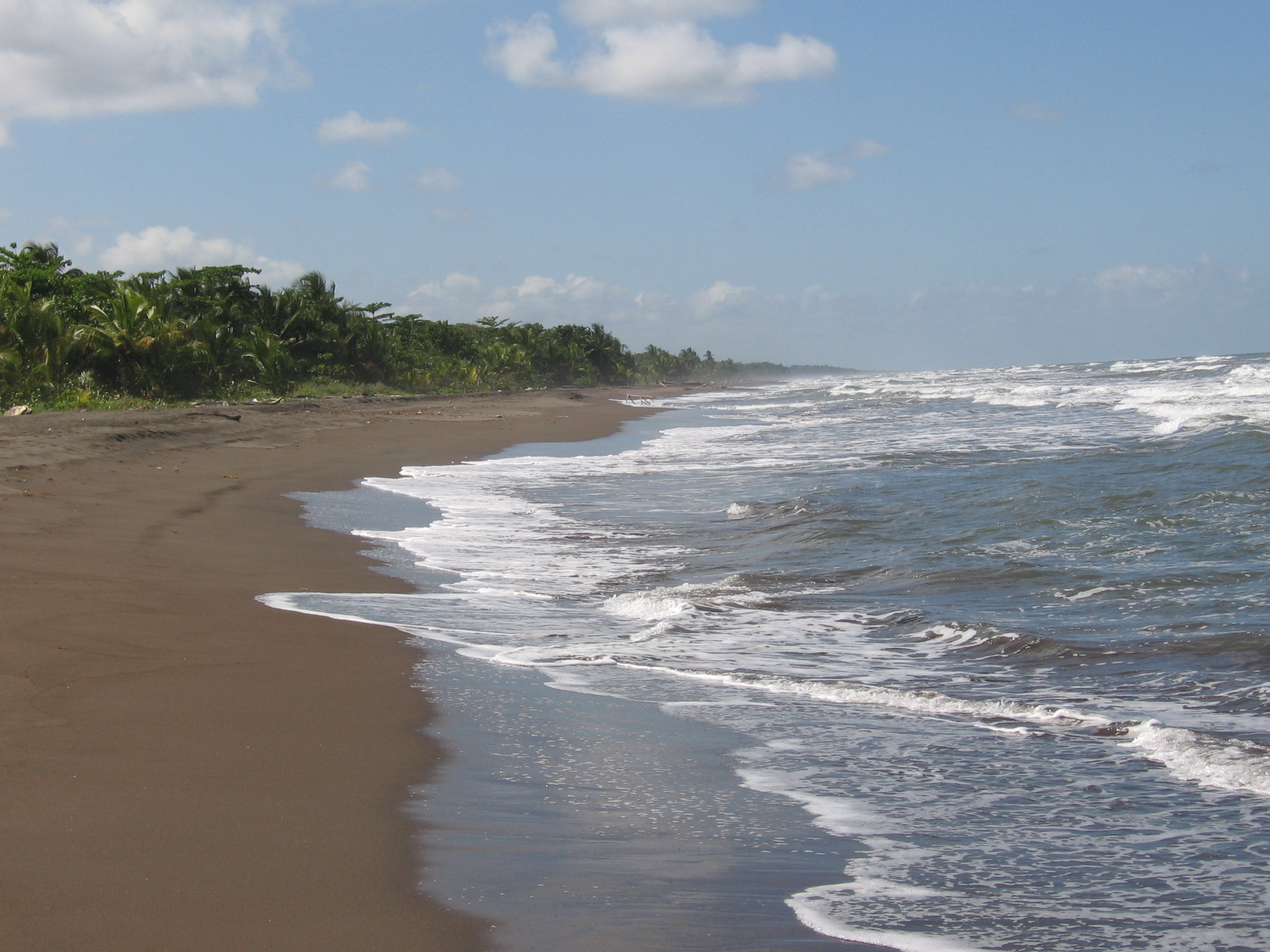
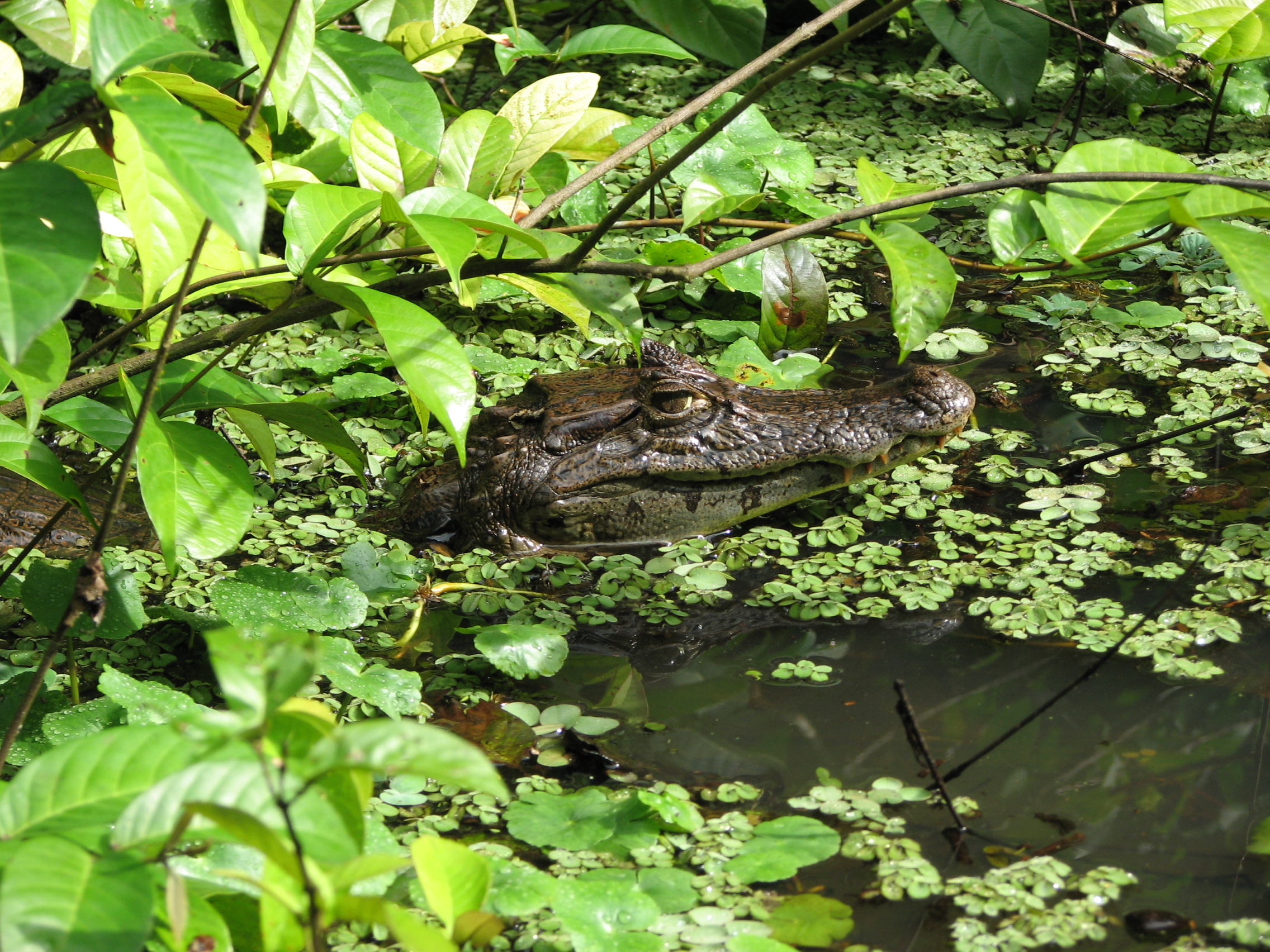
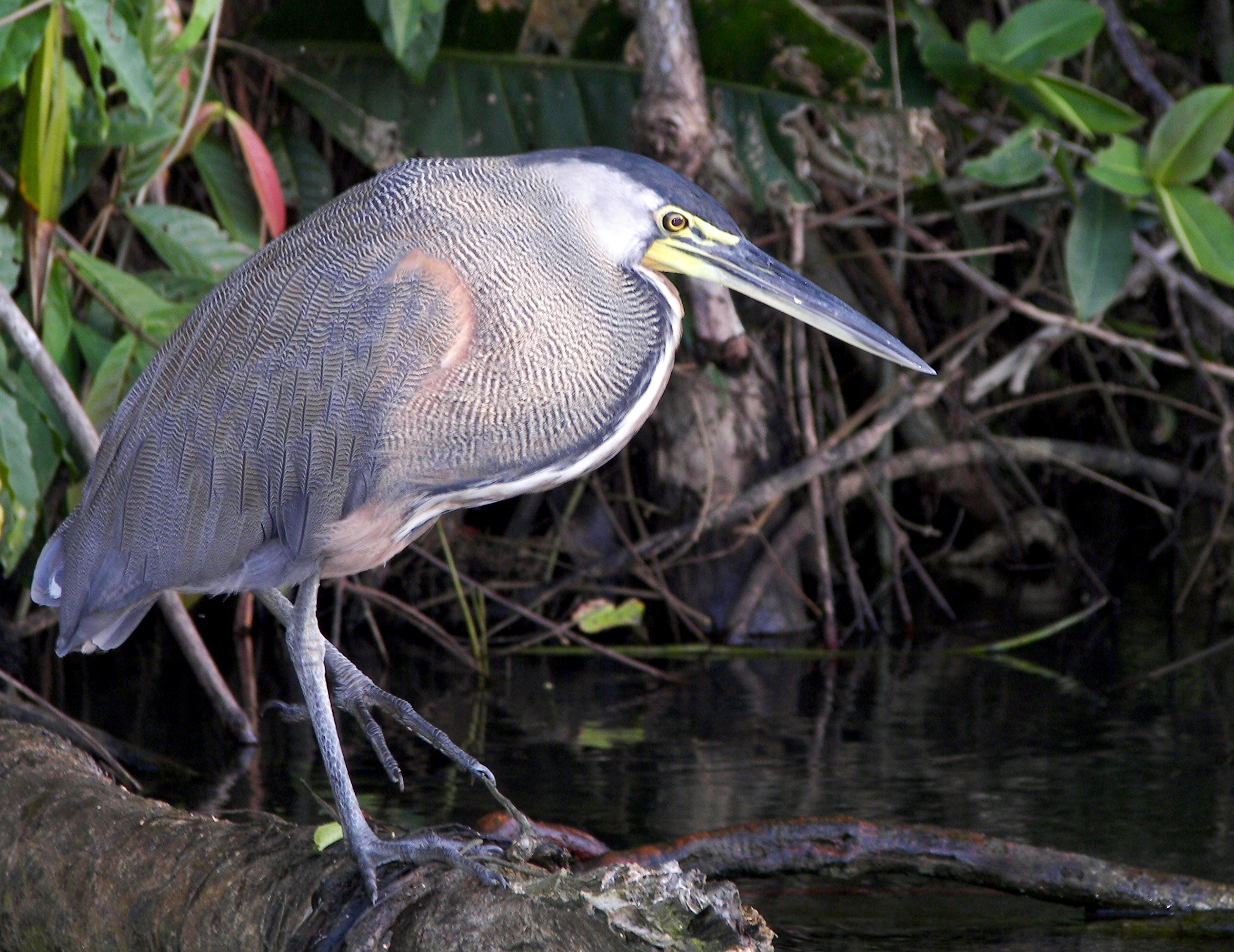
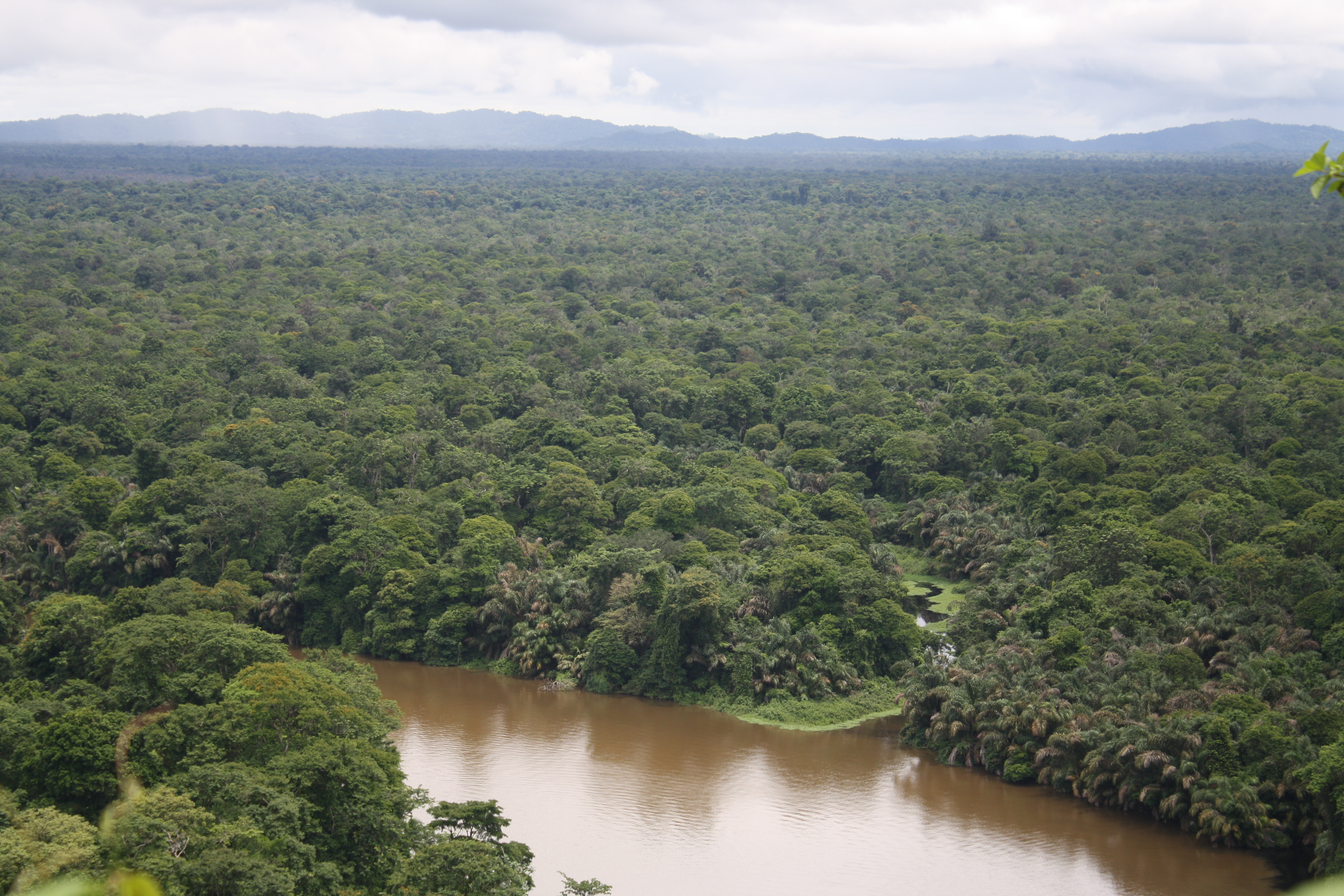
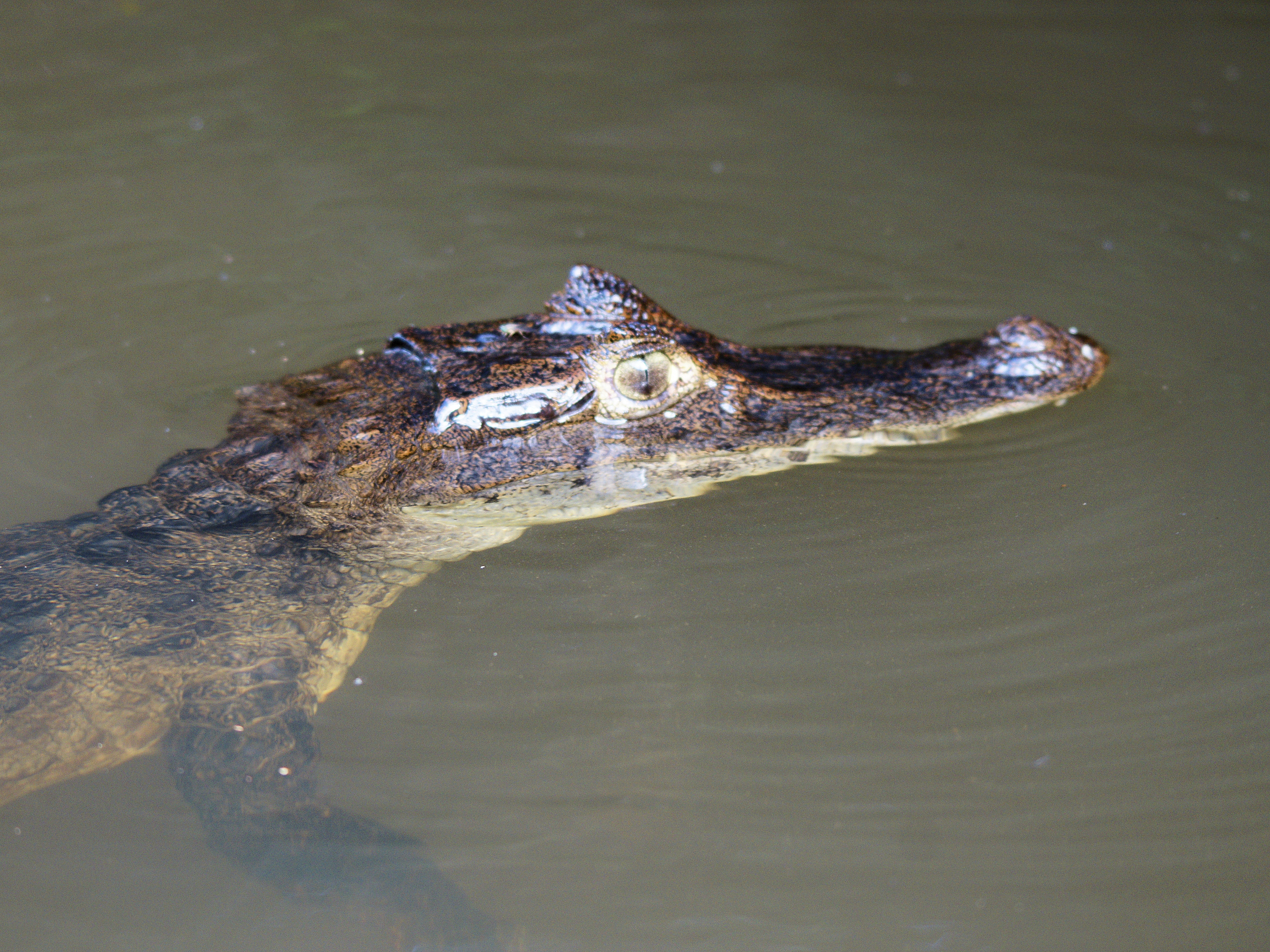
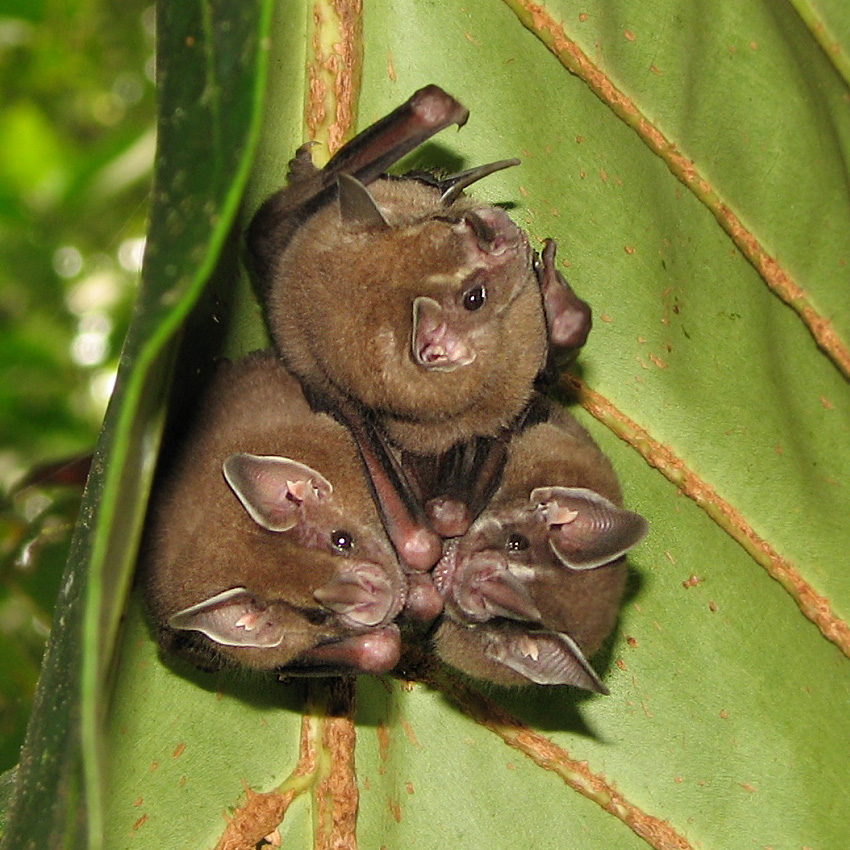
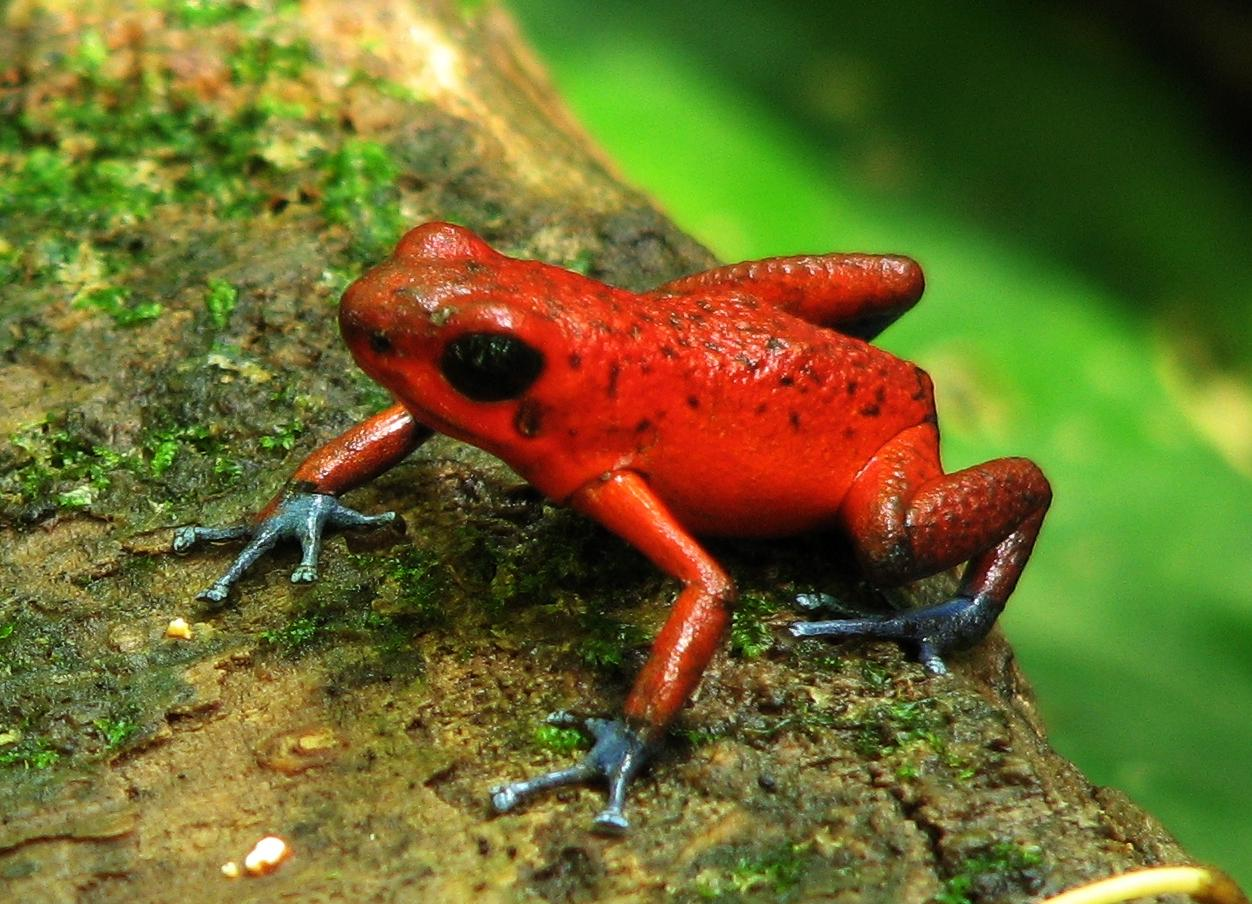

## 外部連結
- Tortuguero National Park （页面存档备份，存于） at Costa Rica National Parks
- History of Tortuguero from Tortuguerovillage.com

10°24′N 83°30′W / 10.4°N 83.5°W